# TVR Info
TVR Info es un canal de televisión pública de Rumanía, perteneciente a TVR. Se trata de un canal de noticias e información.

## Historia
El canal inició emisiones el 31 de diciembre de 2008, siendo el tercer canal de noticias rumano, después de Realitatea TV y Antena 3 CNN. Sin embargo, el canal cerraría el 15 de agosto de 2012 en el marco de una serie de medidas para la recuperación económica de TVR.
Tras 3 meses en los que sus emisiones estuvieron suspendidas temporalmente, TVR firmó un contrato con Euronews, y el 15 de noviembre de 2012 fue relanzada bajo el nombre de TVR News, aunque cesaría sus emisiones el 1 de agosto de 2015.
El 9 de febrero de 2022, TVR aprobó una votación interna en su consejo para relanzar TVR Info y TVR Cultural. El 24 de marzo de 2022, el canal recibió la licencia para volver a emitir. Sus emisiones se reanudaron el 22 de junio de 2022 a las 7:00.

## Programación
El canal emite noticias y boletines deportivos, información meteorológica, reportajes y documentales. También ofrece programas producidos o adaptados en colaboración con los canales DW y Euronews.
- Telejurnal matinal
- INFO+
- Telejurnal
- Banii, azi
- Frontul
- Info EDU
- Prim-Plan
- Tema Zilei
- Global
- Cine Face Legea?
- Info Express
- Ora De Știri
- Oamenii Și Legea
- Weekend Matinal
- Radar Geopolitic
- Sâmbătă Cu Albertina
- Inspiră România
- Breaking Fake News
- E Vremea Ta!
- Starea Planetei
- Magazin Deutsche Welle
- Brilliant
- Natură și aventură
- Mapamond
- Editia de Luni
- Context
- Tu votezi România